# スコルダトゥーラ
スコルダトゥーラ（イタリア語:scordatura）とは、変則調弦あるいは特殊調弦とも呼ばれ、ヴァイオリン属やリュート・ギターなどの弦楽器において、楽器本来の調弦法とは違う音に調弦（チューニング）することである。バロック時代においては珍しくない奏法であったが、弦楽器の演奏法が確立された古典派以降では、例外的な奏法となった。主に作曲者の指示により普通とは違う楽器の響きを出したい時などに、スコルダトゥーラを行う。一般に、スコルダトゥーラした楽器のための楽譜は、楽譜通り演奏すると求める音が出るように書かれるため、移調楽器となる。

## スコルダトゥーラを用いた曲の例

### ヴァイオリン
- パガニーニ作曲 ヴァイオリン協奏曲第1番
ソロのヴァイオリンは、初版ではすべての弦を半音ずつ高く調弦した（本来g-d1-a1-e2に対しas-es1-b1-f2）ヴァイオリンで演奏する。ソロパートはニ長調で書かれているが、「譜面どおり」演奏すれば変ホ長調となり、フラット系の管楽器と合わせ易くなるが、現在ではほとんどニ長調の曲として演奏される。なお、この問題に関しては、通常のヴァイオリンの調弦では変ホ長調を演奏するのはニ長調よりもはるかに難しいので、パガニーニが故意に変ホ長調で楽譜を出版し、自分があたかも変ホ長調を通常の調弦で演奏しているかのように装って技巧を誇張し、いわば人々を欺いていたという説もある（玉木宏樹1998『音の後進国日本』p.183）。
- サン＝サーンス作曲　交響詩「死の舞踏」
ソロヴァイオリンはE線を半音低くしてg-d1-a1-es2と調弦される。この曲で繰り返し現れるA-Esの重音がともに開放弦となり、演奏しやすくまたよく響くようになる。死神を表現した減五度の異様な響きを最大限活かすための工夫である。 q
- マーラー作曲　交響曲第4番
2楽章において、すべての弦を全音（長2度）ずつ高く調弦した（本来g-d1-a1-e2に対しa-e1-h1-fis2）ヴァイオリンのソロの指定がある。普通とは違う異様なヴァイオリンの音色を要求したものである。コンサートマスターは、この2楽章のソロのために、通常の調弦によるヴァイオリンのほかにスコルダトゥーラのヴァイオリンを用意しなければならない。
- シェッフェル作曲 ヴァイオリン協奏曲第4番(2003)
ヴァイオリン協奏曲史上、最もユニークなスコルダトゥーラが施された。普通のヴァイオリンに加え、GasabヴァイオリンとDesefヴァイオリンを使用しなければならない。Gasabは名のとおりG-As-A-B（ドイツ音名）で調弦されるため、第二弦と第四弦は第一弦と第三弦を半音あげたものを使用する。Desefはこの逆で、第一弦と第三弦が第二弦と第四弦の半音あげたものを使用する。この調弦で考えられなかった重音のすばやいパッセージが可能となった。2003年にワルシャワの秋で初演。ソリストはオーストリアの名ヴァイオリニストフランク・シュタットラー。

### ヴィオラ
- モーツァルト作曲　ヴァイオリンとヴィオラのための協奏交響曲K.364
変ホ長調の曲に対し、ソロのヴィオラは作曲者の指示により、全ての弦を半音ずつ高く調弦（本来c-g-d1-a1に対しcis-gis-dis1-ais1）して、ニ長調のパート譜を演奏する。弦の張力を上げることにより、派手な音色を狙ったものである。

### チェロ
- バッハ作曲　無伴奏チェロ組曲第5番
A線を全音低く、G音に調弦する。これによって本来の調弦では演奏できない重音を奏することができるが、現代ではあまりよい音がしないため、普通の調弦で演奏できるように書き換えた楽譜で演奏する場合もある。
- シューマン作曲　ピアノ四重奏曲
第3楽章において本来の最低音を全音下げたB音が要求されている。
- コダーイ作曲　無伴奏チェロソナタ
G線とC線を半音ずつ下げて調弦する（本来C-G-d-aに対しH₁-Ges-d-a）。左手のピチカートや、重音奏法などが多用される難曲である。
- レスピーギ作曲　ローマの松
第3部「ジャニコロの松」終盤から第4部「アッピア街道の松」前半にかけて、チェロパート全体を2分割し、そのうち一方はC線を半音下げてH音を演奏した後、普通の調弦に戻す指示がある。

### コントラバス
コントラバスでは各弦を全音（長2度）上げたものをソロチューニングと呼び、独奏曲はほとんどもっぱらこれを使用する。専用の弦も用いられる。本来のチューニングをオーケストラチューニングと呼ぶ。
特殊な例として、最低弦以外の3弦をソロチューニングとした楽譜がある。（シューベルトのアルペジョーネソナタのコントラバス編曲版）